# Землетрясение к востоку от Примо Тапия (2010)
Землетрясение магнитудой 4,5 произошло 14 февраля 2010 года в 21:35:47 (UTC) в 31 км к востоку от Примо Тапия, в мексиканском штате Южная Калифорния. Гипоцентр землетрясения находился на глубине 5,6 километров.
Землетрясение ощущалось в населённых пунктах: Энсенада, Текате, Тихуана, Росарито, Примо Тапия, Алпайн, Эль-Кахон, Хакумбэ-Хот-Спрингс, Хамул, Санти, Спринг-Вэлли, Кампо, Чула-Виста, Коронадо, Дель-Мар, Эскондидо, Империал-Бич, Ла-Холья, Ла-Меса, Лейксайд, Лемон-Гров, Ошенсайд, Повэй, Сан-Диего, Сан-Маркос, Сан-Исайдро, Солана-Бич, Виста. Землетрясение ощущалось во многих населённых пунктах округа Сан-Диего, в том числе в Эль-Сентро и Лос-Анджелесе.

## Тектонические условия региона
Мексика расположена в регионе с высокой сейсмической активностью, где взаимодействуют тектонические плиты: Тихоокеанская, Ривера, Кокос, Северо-Американская и плита Карибского бассейна. Большая часть сейсмичности сосредоточена вдоль границ субдукции плит Кокос—Северная Америка и Ривера—Северная Америка и вдоль границы трансформации между Тихоокеанской и Северо-Американской плитами. Однако в Мексике существуют и континентальные геологические разломы, с которыми связаны землетрясения большой силы (М6—М7). Так, землетрясение в Бависпе, Сонора, 3 мая 1887 года, привело к образованию разлома длиной более 80 км со средним смещением 3 м, а землетрясение в Акамбае 19 ноября 1912 года, привело к появлению системы разломов Акамбай—Тиксмадехе и разлома Пастора в центральной Мексике.
Землетрясение 14 февраля 2010 года произошло в зоне правостороннего сдвигового разлома Вальеситос—Сан-Мигель.

## Последствия
В результате землетрясения сообщений о жертвах и разрушениях не поступало